# Рычин, Евгений Сергеевич
Евгений Сергеевич Рычин — советский государственный и хозяйственный деятель. Заслуженный работник сельского хозяйства СССР (1988).

## Биография
Родился в 1928 году в Москве. Член ВКП(б).
Окончил Московскую сельскохозяйственную академию имени К. А. Тимирязева, кандидат экономических наук.
С 1946 года — на хозяйственной, общественной и политической работе. В 1946—1991 гг. :
- инструктор горкома ВЛКСМ,
- первый секретарь Московского горкома ВЛКСМ,
- руководитель Алтайского краевого управления МТС,
- директор совхоза «Комсомольский» в Алтайском крае,
- руководитель совхоза «Серпуховский» Московской области,
- директор совхоза «Моссовета»,
- руководитель Люберецкого межрайонного отдела сельского хозяйства,
- директор Московского областного треста сельского хозяйства,
- директор тепличного совхоза-комбината «Московский»,
- заместитель Председателя Московского облисполкома,
- генеральный директор агропромышленного комбината «Москва».

Избирался депутатом Верховного Совета СССР 9-го созыва, Верховного Совета РСФСР 10-го созыва, народным депутатом СССР от КПСС. Член Комитета Верховного Совета СССР по вопросам экологии и рационального использования природных ресурсов.